# Claude Fleury
Claude Fleury (6 de desembre de 1640, París - † 14 de juliol de 1723, ibídem) fou un eclesiàstic cistercenc, historiador de l'Església i advocat francès, preceptor dels nets de Lluís XIV i dels fills de Lluís XV, confessor també d'aquest últim i famós per la seva Història de l'Església i el seu Catecisme.

## Biografia
Fill d'un advocat, s'educà al Col·legi de Clermont, així denominat pels seus alumnes jesuïtes, després batejat com Liceu Louis-le-Grand, i esdevingué advocat al Parlament de París el 1658. A continuació estudià teologia i es feu abat de l'Orde del Cister el 1667. Protegit per Bossuet, es convertí en tutor dels prínceps de Conti el 1672. Luís XIV el nomenà aleshores tutor del seu fill, el comte de Vermandois, càrrec que ocupà fins a la seva mort el 1683. Com a mostra de gratitud, li concedí el benefici de l'abadia de Loc-Dieu, a la diòcesi de Rodez.
El 1689 es convertí en tutor dels ducs de Borgonya, Anjou i Berry, nets de Lluís XIV, el preceptor dels quals havia estat el sever François Fénelon. Fou escollit membre de l'Acadèmia Francesa el 2 de juliol de 1696 substituint Jean de La Bruyère. Lluís XV li atorgà el priorat d'Argenteuil el 1706 i el nomenà confessor seu el 1716.
La seva obra principal, elaborada durant trenta anys, fou Histoire ecclésiastique, que aparegué per primer cop el 1691 en vint volums. Se'n feren moltes edicions i es traduí al llatí, alemany i italià, i tingué els elogis de Voltaire i de Jean-François de La Harpe. Abasta un període comprès entre l'establiment del Cristianisme i l'any 1414; més endavant es completà en una edició en 36 volums que arriba fins a l'any 1595. Moltes de les seves obres també foren reimpreses sovint, però la certesa que Roma considerava l'autor contaminat de jansenisme feu que moltes d'elles acabessin a l'Index Librorum Prohibitorum, inclòs el seu popular Catecisme.
Voltaire digué d'ell que «visqué a la cort consagrat al treball i a la solitud. La seva Història de l'Església és la millor que se n'hagi fet mai, i els seus discursos preliminars estan molt per sobre d'aquesta història: són gairebé els d'un filòsof, però la història no té res d'això».